# Kika Santos
Kika Santos (Benguela, 2 de junho de 1973), também conhecida apenas pelo monónimo "Kika", é uma cantora portuguesa nascida em Angola, tendo-se mudado com a família para Portugal aos nove meses de idade. Kika iniciou a carreira musical em Portugal na banda Blackout, na década de 1990. Em 1998, deixa a banda para seguir diversos projetos musicais a solo. Fez ainda parte da banda Loopless.

## Discografia

### A solo[2]
- Art Beats From The Heart
- Power Is on Your Mind (Art Beats from the Heart II)
- Ouro Azul

### Blackout
- 1995 - Black Out
- 1998 - Melodia da Noite